# Герберт Спенсер Гассер
Ге́рберт Спе́нсер Га́ссер (англ. Herbert Spencer Gasser, народився 5 липня, 1888 року, Платтевіль, Вісконсин , США — помер 11 травня, 1963 року) — американський фізіолог, лауреат Нобелівської премії з фізіології або медицини у 1944 році (спільно Джозефом Ерлангером) «за відкриття, що мають відношення до високодиференційованих функцій окремих нервових волокон».

## Біографія
Закінчивши школу, вступив до університету Вісконсина. Тут він вивчав психологію під керівництвом доктора Еранглера (згодом вони разом провели чимало досліджень). Працюючи в медичній школі після закінчення університету, в 1915 році отримав докторський ступінь.
У 1923 році Гассер виїхав до Європи, отримавши грант на навчання, а після повернення в 1931 році став професором психології і главою медичного департаменту в Корнельському університеті (Нью-Йорк). У 1935-1953 роках очолював Рокфеллеровський інститут медичних досліджень, пізніше ставши почесним членом інституту.